# Lucas de Estiris
Lucas de Estiris (em grego medieval: Λουκᾶς Στειριότης), também chamado Lucas, o Taumaturgo (ὁ θαυματουργός) ou  Lucas, o Jovem (ὁ νέος; ca. 890–953) foi um santo bizantino do século X que viveu nos temas (províncias) da Hélade e Peloponeso na Grécia. Suas relíquias estão preservadas no Mosteiro de São Lucas. A principal fonte para sua vida é uma Vida anônima escrita por um monge de seu mosteiro que era um dos seguidores de Lucas. Sua festa é celebrada em 7 de fevereiro, e a translação de suas relíquias ocorre em 3 de maio. Ele foi um dos mais antigos santos a ser visto levitando em oração.

## Vida

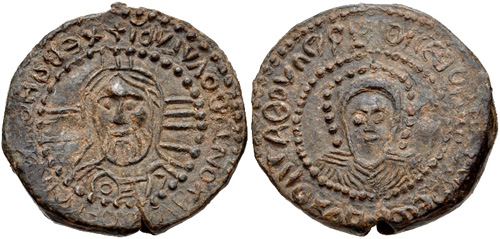
Selo de r.

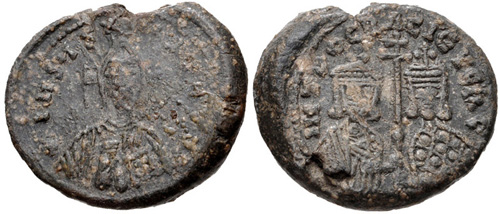
Selo do imperador r.

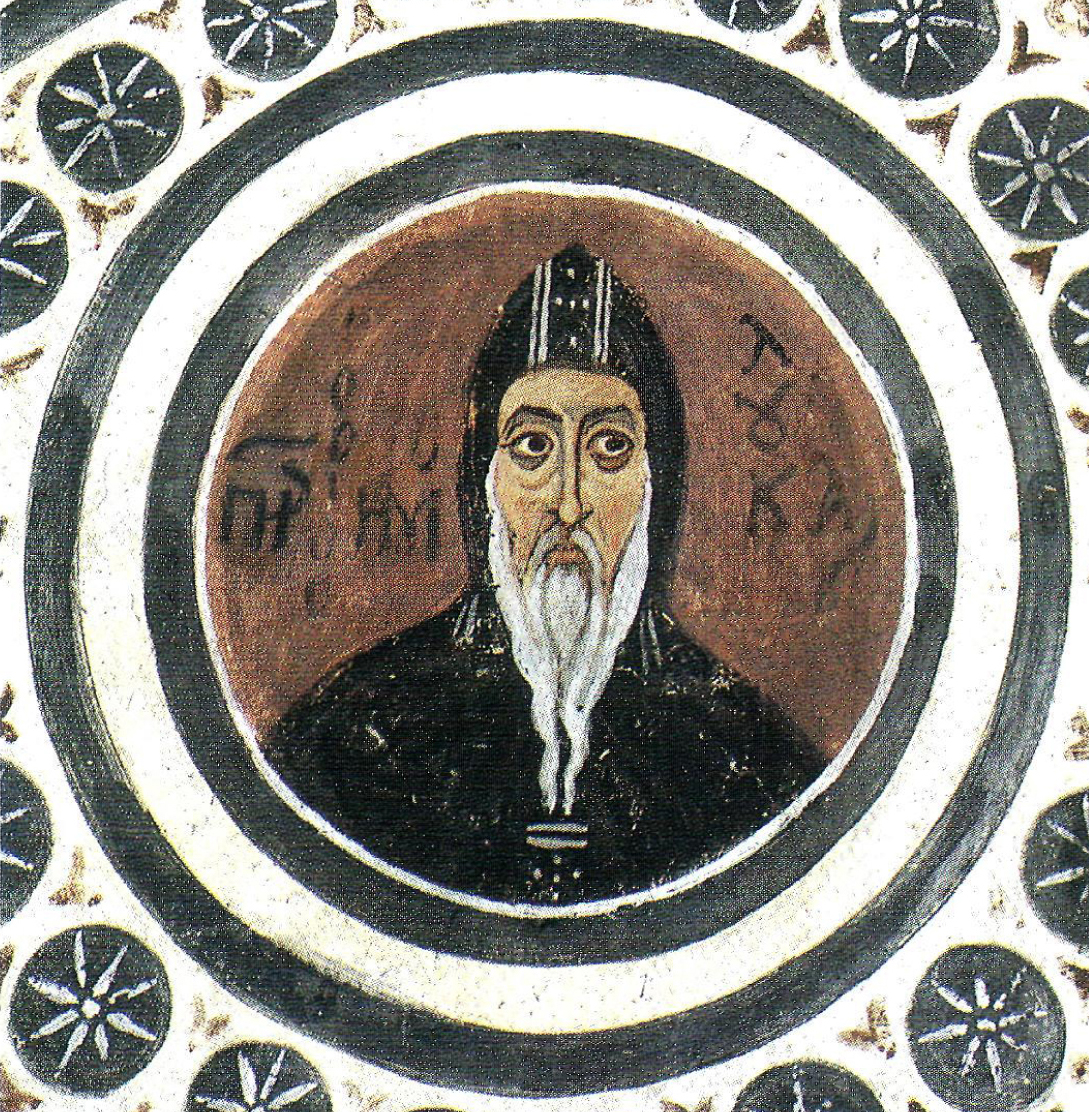
Afresco de Lucas sobre sua cripta

Lucas era o terceiro filho de Estêvão e Eufrósine e irmão de Teodoro, Maria, Cale, Epifânio e dois jovens de nome incerto. Sua família era originária de Egina, mas devido aos ataques árabes na segunda metade do século IX fugiram ao continente e então se instalaram em Castório, na Fócida, onde Lucas nasceu. Mesmo criança, Lucas demonstrou grande piedade, ascetismo e caridade, mesmo contra os desejos de seus pais, e até mesmo mostrou sinais de sua santidade, por exemplo quando flutuava no ar quando orava, o que foi observado por sua mãe; nessa época seu pai já havia morrido.
Como queria levar vida ascética, deixou a casa de seus pais e imigrou à Tessália, mas foi preso no caminho por alguns soldados que procuravam pessoas para escravizar. Eles não consideraram sua afirmação de que estava viajando por amor a Deus e molestaram-no até alguns conhecidos seus confirmarem sua identificação e os soldados o liberarem e enviarem para casa. Ao retornar, fugiu de casa e trombou com dois monges que estavam peregrinando de Roma para Jerusalém que o levaram a um mosteiro em Atenas, onde se encontrou com o abade local e recebeu pequeno hábito. Porém, sua mãe orou pelo retorno do filho e Deus fez ela aparecer em sonho ao abade que ordenou que ele retornasse para casa.
Quatro meses depois, porém, ela aceitou e próximo do ano 910 ele pôde dedicar-se ao ascetismo. Viveu por sete anos (910–917) num lugar solitário numa missão chamada Joanitzes, onde supostamente estava um recipiente com as relíquias de Cosme e Damião. Lá, recebeu a consagração por dois monges que viajavam de Jerusalém para Roma. A fama de Lucas espalhou-se e alguns milagres são associados a ele, como a revelação aos irmãos da localização do tesouro sepultado de seu pai. Várias provas de sua santidade também são dadas, como o fato de dormir numa trincheira para lembrá-lo da morte ou de ser visitado por um anjo que deixou um gancho cair na boca de Lucas e 'retirou um certo membro carnal daí', livrando-o das tentações da carne.
Talvez ca. 917, Lucas foi forçado a deixar Joanitzes devido a uma invasão do cã Simeão I (a qual ele previu). Lucas, seguido pelos camponeses locais, fugiu para uma ilha vizinha, quase perecendo quando atacados pelos búlgaros num navio roubado. Após os invasores se retirarem, Lucas, agora com 21 anos, ingressou numa escola em Corinto para aperfeiçoar seu conhecimento e entender melhorar as escrituras. Porém, por não suportar a negligência de outros alunos, abandonou a escola pouco tempo depois e entrou no serviço de um estilita em Zemena (provavelmente perto de Corinto, mas também de Patras) pelos 10 anos seguintes.[a] Em certa ocasião, ficou encalhado no Peloponeso durante uma missão quando o mestre do porto se recusou a permitir que voltasse à Hélade por medo de invasões (a vida não menciona se búlgaras ou árabes). Quando Lucas foi removido de seu oratório no Peloponeso por uma tempestade, seu hagiógrafo comenta que "Deus talvez tenha arranjado essas coisas beneficamente, para que não morasse muito tempo na terra de Pélope ele cometeu injustiça a sua pátria', talvez indicando culto rival do santo no Peloponeso e fornecendo um exemplo importante do patriotismo com relação ao tema.
Lucas então viveu numa localidade chamada Igreja de Procópio, provavelmente situada no Peloponeso. A vida cita a morte de Simeão em 927 e sua sucessão por seu filho mais pacífico Pedro I (r. 927–969) como razão para Lucas retornar a Joanitzes para construir sua comunidade, onde ficou até 940. Lucas reuniu tantos seguidores que ele achou as distrações insuportáveis e decidiu recuar para Calâmio, um lugar na costa perto de Joanitzes. Em 943, porém, foi novamente desabrigado, dessa vez por invasão magiar. Como antes, retirou-se com os camponeses locais à ilha de Ampelo. Uma vez lá, Lucas encontrou uma ilha deserta adequada para que prosseguisse sua vida ascética e ficou lá por três anos, durando terríveis ânsias. Em 946, finalmente mudou-se para Estiris, onde morou até morrer em 953. Em seu túmulo muitos milagres ocorreram após sua morte e esse local foi utilizado à construção do Mosteiro de São Lucas, onde estão suas relíquias. É celebrado nos dias 7 e 8 de fevereiro, respectivamente, mas também no dia 3 de maio, dia da translação de suas relíquias. Um cânone de Lucas foi escrito por Eutímio de Estiris, provavelmente um monge do mosteiro.